# Rhyacophila dirangpa
Rhyacophila dirangpa är en nattsländeart som beskrevs av Schmid 1970. Rhyacophila dirangpa ingår i släktet Rhyacophila och familjen rovnattsländor. Inga underarter finns listade i Catalogue of Life.